# Végh László (szociológus)
Végh László (Sárosfa, 1949. január 1.) szociológus, politológus, könyvtáros.

## Élete
Somorján érettségizett 1967-ben, majd 1972-ben a pozsonyi Comenius Egyetem politológia–szociológia szakán végzett és kisdoktori címet szerzett. 1972-1981 között a pozsonyi Kultúrakutató Intézet tudományos munkatársa. 1981–1990 között a Szlovák Köztársaság Kormányhivatalának nemzetiségi ügyekben illetékes főelőadója, majd 1990-1992 között A. Nagy Lászlónak, a Szlovák Nemzeti Tanács alelnökének szaktanácsadója. 1993–1995 között a Csemadok Országos Választmányának főtitkára.
A Bibliotheca Hungarica Alapítvány alapítója és kuratóriumi tagja. 1997-ben ezt a Fórum Intézetbe integrálták. A somorjai Könyvtár, Levéltár és Adattár (Bibliotheca Hungarica) igazgatója.
Közreműködött a szlovákiai magyarságkutatás intézményes kereteinek kialakításában. Pályája a sarlósok munkásságának és kisebbségszociográfiai elképzeléseinek tanulmányozásával indult. Az 1970-es években részt vett a szlovákiai magyarok művelődésszociológiai vizsgálatában. Később a Nemzetiségi Titkárságon, illetve Csemadok központi szerveiben végzett a szlovákiai magyarság életét érintő dokumentációt. Az 1990-es évek elején a Zalabai Zsigmond által megálmodott Bibliotheca Hungarica nemzetiségi tudományos kutatókönyvtár megvalósításában működött közre.

## Elismerései
- 2004 Jedlik Ányos-díj (Szímő)
- 2016 Gyurcsó István-díj
- 2018 Pro Urbe Somorja[3]
- 2018 Magyar Arany Érdemkereszt[4]

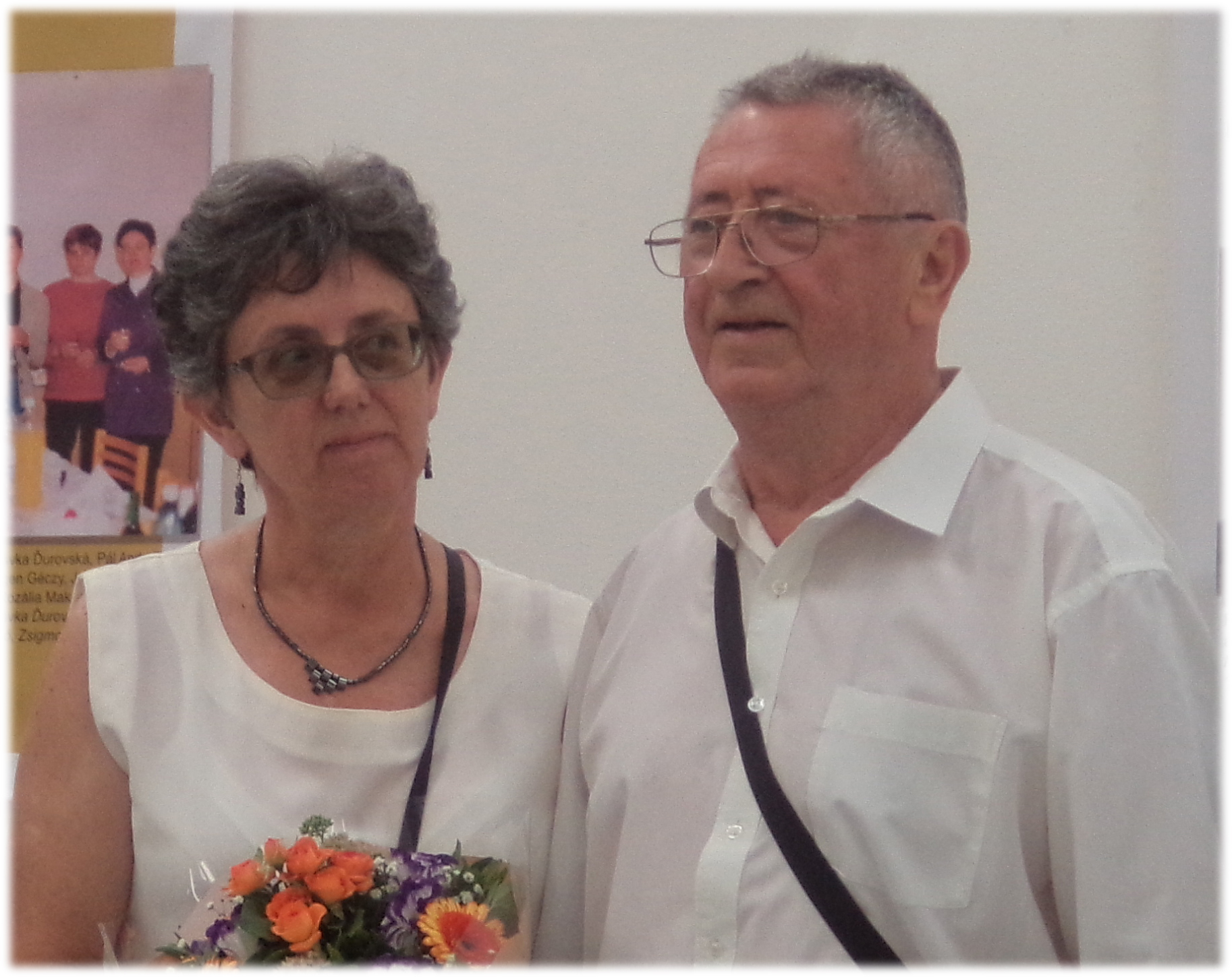
Bevilagua Olga és Végh László kitüntetettek Dunaszerdahelyen

- 2019 a Csallóközi Múzeum jubileumi díja[5]
- 2019 Kárpát Hazáért Életműdíj[6]
- 2024 Pátria-díj[7]

## Művei
- A szlovákiai magyar újságírás arcképcsarnoka. Újságírók, főszerkesztők, szerkesztők, publicisták, zsurnaliszták, rádiós és televíziós újságírók, sajtófotográfusok, fotóriporterek; szerk., életrajz, bibliográfia, irodalomjegyzék Végh László, fotó Görföl Jenő, Gyökeres György, Kis Gábor et al.; Szlovákiai Magyar Írók Társasága, Dunaszerdahely, 2013
- 2003 „Vésd szoborba alakját‚” Kossuth-szobrok a szlovákiai magyarok emlékezetében, Dunaszerdahely
- 2002 A Bibliotheca Hungarica (cseh)szlovákiai magyar folyóirat-gyűjteményének katalógusa (1918–2000), Dunaszerdahely
- 2000 A Bibliotheca Hungarica (cseh)szlovákiai magyar könyvgyűjteményének bibliográfiája (1918–2000) I–II. Dunaszerdahely
- 1981 Szlovákiai magyar nemzetiségi kultúra szociológiai vizsgálatának eredményei
- 1976 Socialistický vývoj maďarskej národnostnej kultúry v ČSSR. Bratislava.
- A Magyar Figyelő repertóriuma (1933-1935). Fórum Társadalomtudományi Szemle.